# Moenkhausia pittieri
Cá cánh buồm kim cương (Danh pháp khoa học: Moenkhausia pittieri) là một loài cá cảnh trong họ Characidae. Chúng được ông Carl H. Eigenmann tìm thấy năm 1920 tại Nam Mỹ trong vùng nước của Hồ Valencia, Rio Bue, Rio Tiquiriti, và Venezuela.

## Đặc điểm
Chúng có kích thước tối đa lên đến 6 cm, Cá trống thường nhỏ hơn cá mái. Cá cánh buồm kim cương có vãy màu tím bạc lấp lánh, lúc còn nhỏ thì màu sắc chúng chưa được rõ ràng, đến lúc trưởng thành những vãy kim cương lấp lánh sẽ hiện rõ cùng với vòng mắt đỏ. Tuổi thọ trong môi trường nuôi nhân tạo là từ 3 - 6 năm. Cá cánh bườm kim cương hiền lành, có thể nuôi chung với các loại cá có cùng kích thước.
Cá cánh buồm kim cương ăn tạp từ trùng chỉ, tim bò đông lạnh cho đến thức ăn viên, chúng có thể ăn thực vật như rau diếp và có tình trạng thèm khát có thể ăn cây thủy sinh trong bể cá cảnh. Cá cánh buồm kim cương sinh sản ở mức khá dễ, tuy nhiên cần để cho chúng tự bắt cặp và cặp trống mái cần cùng độ tuổi và kích thước.